# Jubiläum

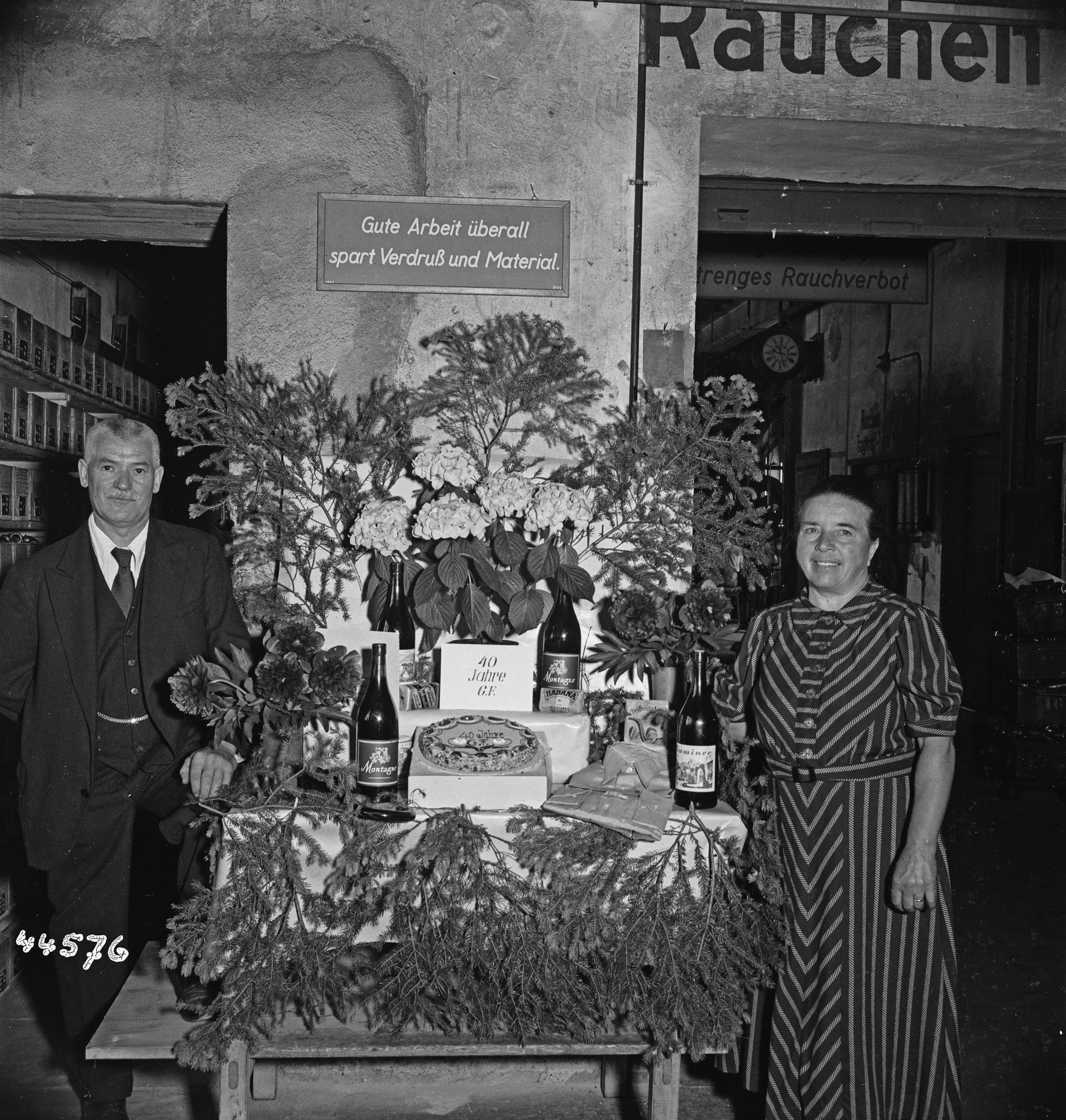
40. Dienstjubiläum bei der Georg Fischer AG um 1944

Unter einem Jubiläum (lateinisch annus iubilaeus „Jubeljahr“; Plural: Jubiläen) versteht man eine Erinnerungsfeier bei der Wiederkehr eines besonderen Datums. Es leitet sich ursprünglich aus dem alttestamentlichen „Jubeljahr“ (auf Hebräisch יוֹבֵל yobel) her. Durch das im Jahr 1300 eingeführte Heilige Jahr wurde dieses Jubeljahr auf einen christlichen Festanlass übertragen und alle 100, 50, dann alle 25 Jahre gefeiert.

## Allgemeines

Lorbeerkranz zum 25. Jubiläum (Symbolbild)

Heute hat sich eingebürgert, jeden Jahrestag eines erfreulichen Ereignisses als Jubiläum zu bezeichnen. Neben dem Jahrestag sind alle Vielfachen von 100, 50, 25, 10 oder auch 5 besondere Jubiläen. Das Jubiläum ist umso bedeutender, je häufiger es durch die vorgenannten Zahlen teilbar ist. Innerhalb der ersten 100 Jahre sind in der Regel 5 – 10 – 20 – 25 – 50 – 75 – 100 bedeutsam. In der Arbeitswelt werden 10-, 20-, 25-, 30-, 40- oder 50-Dienstjahr-Jubiläen oft gewürdigt.

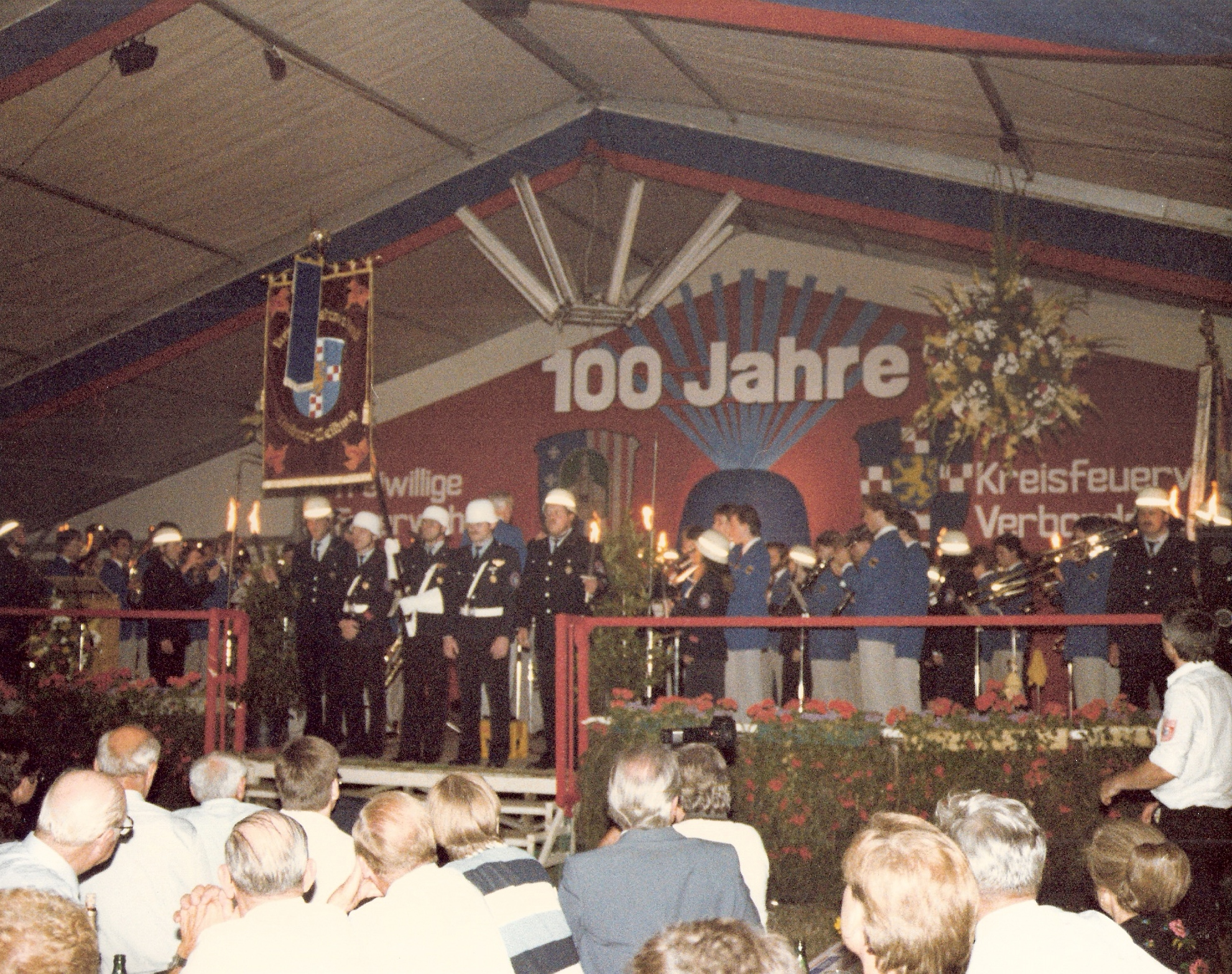
Jubiläum zum 100-jährigen Bestehen der Freiwilligen Feuerwehr Beselich-Obertiefenbach, Hessen

Wird das Jubiläum als Jahrestag interpretiert, ist die Formulierung 150. Jubiläum dem 150-jährigen Jubiläum vorzuziehen, da es sich um einen Zeitpunkt und keine Zeitspanne handelt. Der Duden lässt jedoch auch die zweite Möglichkeit zu. Weitere Formulierungsmöglichkeiten sind 150-jähriges Bestehen und Jubiläum des 150-jährigen Bestehens.
Häufig gefeiert wird das Jubiläum bei Geburtstagen, Hochzeiten, Unternehmensgründungen, der Konfirmation, der Kommunion oder dem Jahrestag des Arbeitsbeginns (Dienstjubiläum) und anderen Jahrestagen. Der Jubilar richtet zu diesem Anlass oft ein Fest oder eine Feier aus und erhält von den Gästen Geschenke.
Im Zusammenhang mit einem Jubiläum wird oft eine Festschrift oder ein -buch herausgegeben.

### Bezeichnungen
Insbesondere für Hochzeitsjubiläen, aber auch z. B. für Thronjubiläen von britischen Monarchen (siehe etwa Diamantenes Thronjubiläum von Elisabeth II.), haben sich spezielle Bezeichnungen eingebürgert, die nach Edelmetallen und -steinen benannt sind. Am üblichsten sind:
- 25 Jahre: Silbernes Jubiläum
- 50 Jahre: Goldenes Jubiläum
- 60 Jahre: Diamantenes Jubiläum

Weitere Jubiläumsbezeichnungen bei verheirateten Paaren sind im Artikel Hochzeitstag zu finden.